# Llusá
Llusá (en catalán y oficialmente, Lluçà) es un municipio de la comarca del Llusanés, en la provincia de Barcelona, comunidad autónoma de Cataluña, España.

Localización del municipio en la comarca de Osona.

La cabecera del municipio se encuentra en la localidad de Santa Eulalia de Puigoriol.

## Demografía
Llusá cuenta con una población de 288 habitantes (INE 2024).
| Gráfica de evolución demográfica de Llusá entre 1842 y 2021 |
| |
| Población de derecho según los censos de población del INE. Población de hecho según los censos de población del INE.En estos censos se denominaba Llussá: 1842, 1857, 1860, 1877, 1887, 1897, 1900, 1910, 1920, 1930, 1940, 1950, 1960, 1970 y 1981. Entre el censo de 1900 y el anterior, crece el término del municipio porque incorpora a Salsellas. |

### Núcleos de población
Llusá está formado por dos entidades de población.
Lista de población por entidades:
| Entidad de población       | Habitantes (2023) |
| -------------------------- | ----------------- |
| Llusá                      | 103               |
| Santa Eulalia de Puigoriol | 189               |
| Fuente: Municat            |                   |

## Administración
| Periodo   | Nombre           | Partido                                         |
| --------- | ---------------- | ----------------------------------------------- |
| 2003-2007 | Eva Boixadé Calm | Independents per Lluçà i Santa Eulàlia (IPLISE) |
| 2007-2011 | Eva Boixadé Calm | Independents per Lluçà i Santa Eulàlia (IPLISE) |

## Lugares de interés
- Ruinas del castillo de Llusá, en la localidad de Llusá.
- Monasterio de Santa María de Llusá.
- Ermita románica de San Vicente del Castillo de Llusá, de planta redonda. Está documentada desde el 988 pero el edificio actual data principalmente de los siglos XI y XII.